# Ivana Miličević
Ivana Miličević (ur. 21 lipca 1974 w Sarajewie) – amerykańska aktorka i była modelka chorwackiego pochodzenia.

## Życiorys
Gdy miała pięć lat, jej rodzina wyemigrowała do USA. Wychowała się w stanie Michigan, a później przeniosła się do Los Angeles. Jest starszą siostrą gitarzysty Tomo Miličevicia, byłego członka grupy 30 Seconds to Mars.

## Filmografia

### Filmy
- 1996 Jerry Maguire jako była dziewczyna
- 1997 Dziecko diabła (The Devil’s Child)
- 1998 Nekrolog (Postmortem) jako Gwen Turner
- 1998 Crazy Six jako Anna
- 1999 Całując niebo (Kiss the Sky) jako Ilse
- 1999 Ta przebrzydła miłość (Love Stinks) jako Amber
- 2001 Bez pamięci (Head Over Heels) jako Roxana
- 2001 Vanilla Sky jako Emma
- 2002 Impostor: Test na człowieczeństwo (Impostor) jako dziewczyna z gangu
- 2002 Four Reasons jako modelka
- 2003 Mail Order Bride jako Nina
- 2003 Do diabła z miłością (Down with Love) jako Yvette
- 2003 To właśnie miłość (Love Actually) jako Stacey
- 2003 Zapłata (Paycheck) jako Maya-Rachel
- 2004 Frankenstein jako Erika[2]
- 2005 Her Minor Thing jako Zsa Zsa
- 2005 Jak w niebie (Just Like Heaven) jako Katrina
- 2005 Slipstream jako Sarah
- 2006 Potęga strachu (Running Scared) jako Mila
- 2006 The Adventures of Beatle Boyine jako Friday Green
- 2006 Mordercza zaraza (The Plague) jako Jean Raynor
- 2006 Casino Royale jako Valenka
- 2006 Starszy syn (The Elder Son) jako Tanya
- 2007 Bitwa w Seattle (Battle in Seattle) jako Carla
- 2008 Świadek bezbronny (Witless Protection) jako Madeleine
- 2008 Fatalny skok (Columbus Day) jako Cheryl
- 2008 Your Name Here jako The Blonde
- 2010 W głębinach (Beneath the Blue) jako Gwen
- 2011 Sposób na dziewczynę (Coming & Going) jako Ivana
- 2011 Ilu miałaś facetów? (What's Your Number?) jako Jacinda
- 2015 Witamy na Hawajach (Aloha) jako biograf Carsona
- 2015 The Adventures of Beatle jako Friday Green
- 2016 Catfight jako Rachel
- 2017 Mizogini (The Misogynists) jako Sasha
- 2022 Broken Soldier jako Elly
- 2025 The Astronaut jako dr Michelle Aiden

### Seriale
- 1998 Wojacy na medal (The Army Show) jako Lana Povac
- 2001–2002 Fenomen żonatego faceta (The Mind of the Married Man) jako Missy
- 2004–2005 One on One jako Rayna
- 2006 Love Monkey jako Julia
- 2007 Upadłe anioły (Fallen) jako Ariel
- 2008 12 Miles of Bad Road jako Montserrat
- 2013–2016 Banshee jako Anastasia / Carrie Hopewell
- 2013–2016 Banshee Origins jako Anastasia / Carrie Hopewell
- 2016 Power jako Karen Bassett
- 2018–2020 The 100 jako Charmaine Diyoza
- 2020 Kontra: Operacja Świt jako Arianna Demachi
- 2020–2021 Castlevania jako Striga (głos)
- 2025 Sherlock & Daughter[3] jako Marjorie Anderson